# 12473 Levi-Civita
12473 Levi-Civita eller 1997 CM19 är en asteroid i huvudbältet som upptäcktes den 10 februari 1997 av den italiensk-amerikanske astronomen Paul G. Comba vid Prescott-observatoriet. Den är uppkallad efter den italienske matematiker Tullio Levi-Civita.
Asteroiden har en diameter på ungefär 3 kilometer och den tillhör asteroidgruppen Eunomia.